# Apostichopus japonicus
Apostichopus japonicus är en sjögurkeart som först beskrevs av Emil Selenka 1867.  Apostichopus japonicus ingår i släktet Apostichopus och familjen signalsjögurkor. Inga underarter finns listade i Catalogue of Life.

## Bildgalleri

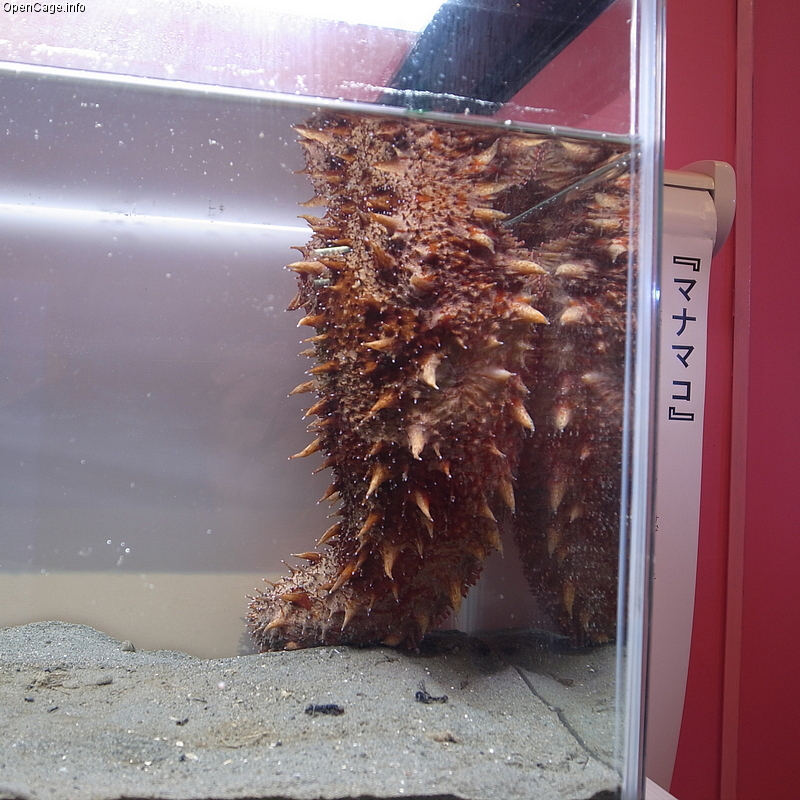